# Markiz Abergavenny

## Informacje ogólne
- Dodatkowymi tytułami markiza Abergavenny są:
  - hrabia Lewes
  - hrabia Abergavenny
  - wicehrabia Nevill
  - baron Bergavenny (do 2000 r.)
- Najstarszy syn markiza Abergavenny nosi tytuł hrabiego Lewes
- Najstarszy syn hrabiego Lewes nosi tytuł wicehrabia Nevill
- Rodową siedzibą markizów Abergavenny jest Eridge Castle, 38 mil na południe od Londynu

Hrabiowie Abergavenny 1. kreacji (parostwo Wielkiej Brytanii)
- 1784–1785: George Nevill, 1. hrabia Abergavenny
- 1785–1843: Henry Nevill, 2. hrabia Abergavenny
- 1843–1845: John Nevill, 3. hrabia Abergavenny
- 1845–1868: William Nevill, 4. hrabia Abergavenny
- 1868–1915: William Nevill, 5. hrabia Abergavenny

Markizowie Abergavenny 1. kreacji (parostwo Zjednoczonego Królestwa)
- 1876–1915: William Nevill, 1. markiz Abergavenny
- 1915–1927: Reginald William Bransby Nevill, 2. markiz Abergavenny
- 1927–1938: Henry Gilbert Ralph Nevill, 3. markiz Abergavenny
- 1938–1954: Guy Temple Montacute Larnach-Nevill, 4. markiz Abergavenny
- 1954–2000: John Henry Guy Nevill, 5. markiz Abergavenny
- 2000–: Christopher George Charles Nevill, 6. markiz Abergavenny